# Zīles ziņa
Zīles ziņa (de boodschap van de Mees) een compositie van Peteris Vasks; het is een toonzetting van een tekst van Uldis Bērziņs voor oorspronkelijk dameskoor a capella; later omgewerkt tot een compositie voor gemengd koor a capella.
De tekst behandelt een niet zo frisse tijdspanne uit de Letse geschiedenis, toen Letten op bevel van andere volkeren moesten vechten, voor een strijd die de hunne niet was. In de tekst komt een mees in de vroege ochtend vertellen welke jonge mannen nu weer naar het front moeten. 

De melodie is direct herkenbaar als die van Vasks. Vaak gebruikt hij glissandi in het toegepaste instrumentarium; in deze compositie voor koor alleen zijn de glissandi voor de stemmen.
De eerste uitvoering vond plaats in 2004 in Riga door het Letse jeugdkoor 'Kamēr...'.

## Bron en discografie
- Uitgave Gavin Bryars 009; Letland Omroep Koor, o.l.v. Sigvards Kļava
- Uitgave Quartz Records: Kramer .... o.l.v. Maris Sirmais
- Schott Music voor data